# Rue de la Cavalerie
La rue de la Cavalerie est une rue du 15e arrondissement de Paris.

## Situation et accès
Ce site est desservi par la station de métro La Motte-Picquet - Grenelle.

## Origine du nom
Cette voie doit son nom au voisinage du quartier de cavalerie de l'École militaire.

## Historique

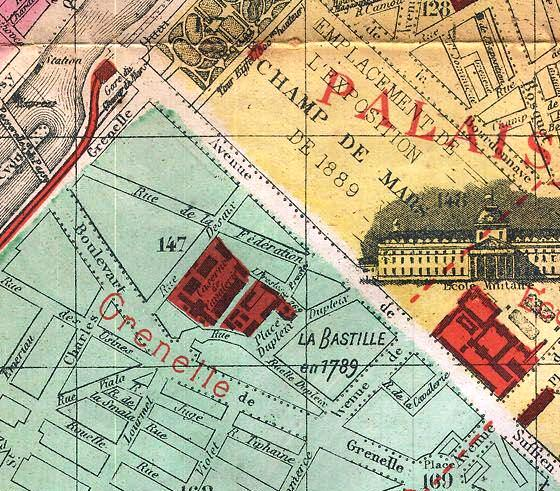
La rue de la Cavalerie sur un plan de 1889, avant l'ouverture de la rue du Laos.

La rue de la Cavalerie s'appelait autrefois « ruelle de la ferme de Grenelle ».
Elle devait son nom à la ferme de Grenelle qu'elle longeait sur deux côtés. Cette ferme, peut-être construite à la même époque que l'École militaire (elle semble absente du plan de 1751 par Matis mais apparaît sur le plan de 1765 par Jean Lattré et le plan de 1775 par Jaillot) ne doit pas être confondue avec deux autres fermes de Grenelle — dont l'une était aussi appelée « château de Grenelle » —, beaucoup plus anciennes, qui se dressaient devant l'actuelle place Dupleix.
C'est sur l'emplacement de ce château de Grenelle que fut construite en 1860 une caserne de cavalerie qui est à l'origine du nom actuel de la rue, ainsi renommée par arrêté du 1er février 1877.
On peut voir un dessin des fermes et du château de Grenelle peu après la construction de l’École militaire (1751-1780), mais avant celle du mur des Fermiers généraux (1785), sur le Plan perspectif de l'École royale militaire et du Champ de Mars avec ses environs, vu d'une lieu à la ronde, « levé et dessiné d'après nature par de Lespinasse ».
Les possessions de l’École militaire ayant été nationalisées à la Révolution, la ferme de Grenelle qui bordait l'actuelle rue de la Cavalerie fut vendue par l’État en 1794, avec un important domaine d'environ 123 hectares dans la plaine de Grenelle, à César Ginoux (1746-1838), haut fonctionnaire. Ce dernier revendit en 1824 cette propriété, moins quelques éléments qu'il avait déjà revendus, soit la ferme et 105 hectares situés de l'autre côté du mur des Fermiers généraux (sur la commune de Vaugirard), à l'entrepreneur Léonard Violet qui avait un grand projet pour ces terres. M. Violet fit en effet aussitôt lotir l'ensemble de ces terres en créant le « nouveau Grenelle », lequel devint en 1830 une commune à part entière appelée Grenelle,.

## Bâtiments remarquables et lieux de mémoire

Immeuble de la rue inscrit aux monuments historiques.

On trouve notamment un tennis et un restaurant, situés aux derniers étages d'un immeuble de 1925 construit par Robert Farradèche et inscrits à l'inventaire des monuments historiques dont les étages inférieurs sont occupés par un garage,.
- Au numéro 6 se trouvent les studio Illumination Mac Guff et Mac Guff.